# منیزیم هیدروکسید
منیزیم هیدروکسید   Mg(OH)2(به انگلیسی: Magnesium hydroxide) یا شیر منیزیم Milk of Magnesia(MOM)
رده درمانی: آنتی اسید و ملین.
اشکال دارویی: شربت

## موارد مصرف
زخم معده، ریفلاکس و یبوست. ضد اسیدها برای درمان علامتی دل آشوبه همراه با زیادی اسید (سوزش، سوء هضم ناشی از اسید و ترش کردن) بکار می‌روند.

## مکانیسم اثر
منیزیم هیدروکسید به عنوان ضد اسید، از طریق شیمیایی، اسید معده موجود را خنثی می‌نماید، ولی به‌طور مستقیم روی تولید اسید تأثیری ندارد. این اثر موجب افزایش PH محتویات معده و بنابراین سبب رفع علائم ناشی از اسیدیته معده (ترش کردن) می‌شود. هیدروکسید منیزیم و اکسید منیزیم، ضد اسیدهای سریع الاثر هستند ولی آلومینیم هیدروکسید کند اثر است.

## عوارض جانبی
مصرف طولانی مدت آن علاوه بر ایجاد وابستگی و کاهش جذب برخی داروها و ویتامین‌ها می‌تواند زمینه‌ساز عفونت گوارشی و سنگ‌های ادراری شود. خواب آلودگی، افت فشارخون، اسهال، برافروختگی، کاهش تعداد نفس و ضربان قلب، تعریق.